# Francesca d'Agulló i Sagarriga
Francisca d'Agulló i Sagarriga (Barcelona, c.1649- Barcelona, 5 de febrer del 1733), també coneguda com a Maria Francisca d'Agulló i Sagarriga, i de nom de soltera Francisca Sagarriga i de la Puente, fou una dona noble catalana.

## Origen i família
Filla de Ramon de Sagarriga i d'Argençola (governador de Santa Marta, Colòmbia, Cavaller de Calatrava i senyor de Creixell, Alt Empordà)  i de la seva segona muller Antònia de la Puente i Blanes, la família Sagarriga provenia de Sant Feliu de la Garriga (Viladamat, Alt Empordà) i eren senyors de Creixell des de 1392.
Va tenir com a germans a Ramon Antoni de Sagarriga i de la Puente (1712), que va ser el I Comte de Creixell, títol concedit por Carles II el 1691, a Marcel·lí (1710), i a dues germanes monges, Teresa i Raimunda (1676).
Es va casar el  14 de setembre de 1667 amb Josep d'Agulló i de Pinós, (Gironella, 1646-Ceuta, 1704). Per motiu del casament, ella va rebre un dot de dotze mil lliures. Josep d'Agulló era fill de Jerònim d'Agulló i Pinós i Maria, i era el XVII Baró de Gironella. En aquell moment, era capità de cavalleria de l'exèrcit de Barcelona. Més tard, ascendiria a mestre de camp de Barcelona i governador de La Seu d'Urgell. Va participar activament a la Guerra dels Nou Anys contra França, tant al Setge de La Seu d'Urgell (1690) com al Setge de Barcelona (1697). Va ser nomenat I Marquès de Gironella per Felip V  el juliol de 1702.
Francisca va tenir tres fills del seu matrimoni: Francesc (Barcelona, 6 març 1671-Almenar, Lleida, 27 juliol 1710), II Marquès de Gironella, Manel, canonge de la Catedral de Barcelona, i  Maria (10 setembre 1672-15 novembre 1699), casada amb Joan de Sentmenat i de Toralla, I Marquès de Sentmenat l'any 1696.
La família residia a la Casa Gironella, un edifici situat als carrers de Sant Sever (antigament coneguts com la Baixada de Santa Eulàlia) i de Sant Felip Neri del Barri Gòtic de Barcelona, actualment desapareguda, que pertanya al llinatge des del any 1603, quan Miquel d'Agulló, besavi de Josep d'Agulló, es va casar amb Paula de Josa.

## Una vida de senyora poderosa
Francisca, a l'absència del seu marit, actuava com a gran senyora dels Agulló i gestionava l'heretat. Per exemple, un dels conflictes que involucrava als Agulló fou pels límits i l'ús dels boscos del Berguedà, on Francisca i el seu fill Francesc van signar l'any 1687 un acord entre la Universitat de Berga i la Baronia de Gironella sobre l'ús dels boscos esmentats,  encara que aquesta disputa feia temps que durava.  
Durant la Guerra de Successió, ella es va fer càrrec dels dominis de la vila de Gironella. No obstant, no va poder impedir la ruina del poble degut a la guerra, on es va produir una presa del castell de Gironella.
L'any 1690, junt amb la seva sogra, el seu marit i el seu fill Francesc, va signar una concòrdia amb els seus creditors, amb pagament de les rentes de la seva castlania de Sanaüja.
Francisca és, a més, esmentada com a usufructuaria de la universal heretat, en el testament del seu marit (1702). Al testament apareixen, entre d'altres, marmessors amb grans prohoms de la societat catalana, com Joan de Sentmenat, I Marquès de Sentmenat, Manel de Llupià, Maria de Pinos i Rocaberti, Joan de Llupià, portaveus del general governador de Catalunya, Joan de Josa i Agulló, senyor d'Altès i de Pinós, i Jerònim de Rocaberti, I Marquès d'Argençola.
Josep va morir de causes naturals a Ceuta l'any 1704, quan exercia de governador d'aquesta ciutat i que l'havia defensat de l'atac de la flota del príncep de Darmstatd.
El posicionament de la família a favor del rei Felip V els va obligar a abandonar la ciutat el 1705, quan Carles VI va desembarcar a Barcelona. La casa palau que tenien a Sant Feliu del Llobregat des de 1702 va ser saquejada per les tropes de l'arxiduc i els seus béns venuts a la població local. Els béns van ser recuperats en part per Francisca en un plet l'any 1715.
El seu primogènit Francesc va heretar el marquesat per poc temps, ja que va morir defensant els interessos de Felip V contra l'arxiduc Carles a la batalla d'Almenar el 1710.
Com usufructuaria de l'heretat, a l'haver mort el seu marit i hereu, va haver de gestionar els assumptes familiars, com el manteniment de les aliances amb altres famílies de la noblesa catalana mitjançant compromisos matrimonials dels fills i nets. Així els llinatges Agulló-Pinós i Sagarriga es van creuar amb els Sentmenat i Carnin. Va comportar un llarg plet, que acabà molt més tard en concòrdia l'any 1762, per la qual els béns dels Agulló-Gironella van passar a pertànyer per indivís als Sentmenat- Agulló.
Com a responsable del marquesat des de la mort del seu primogènit l'any 1710 fins que el seu net va poder exercir com a III Marqués de Gironella, va haver de participar en nombrosos litigis i plets  pel manteniment de l'heretat, com el de 1718 per reclamar les pensions censals sobre les seves terres de Sant Feliu del Llobregat i Sant Just Desvern, el del 1728 contra el Bisbat d'Urgell per la possessió de les terres de Sanaüja, i el 1730 contra el Bisbat de Vic.

## Francisca, posseïdora de llibres

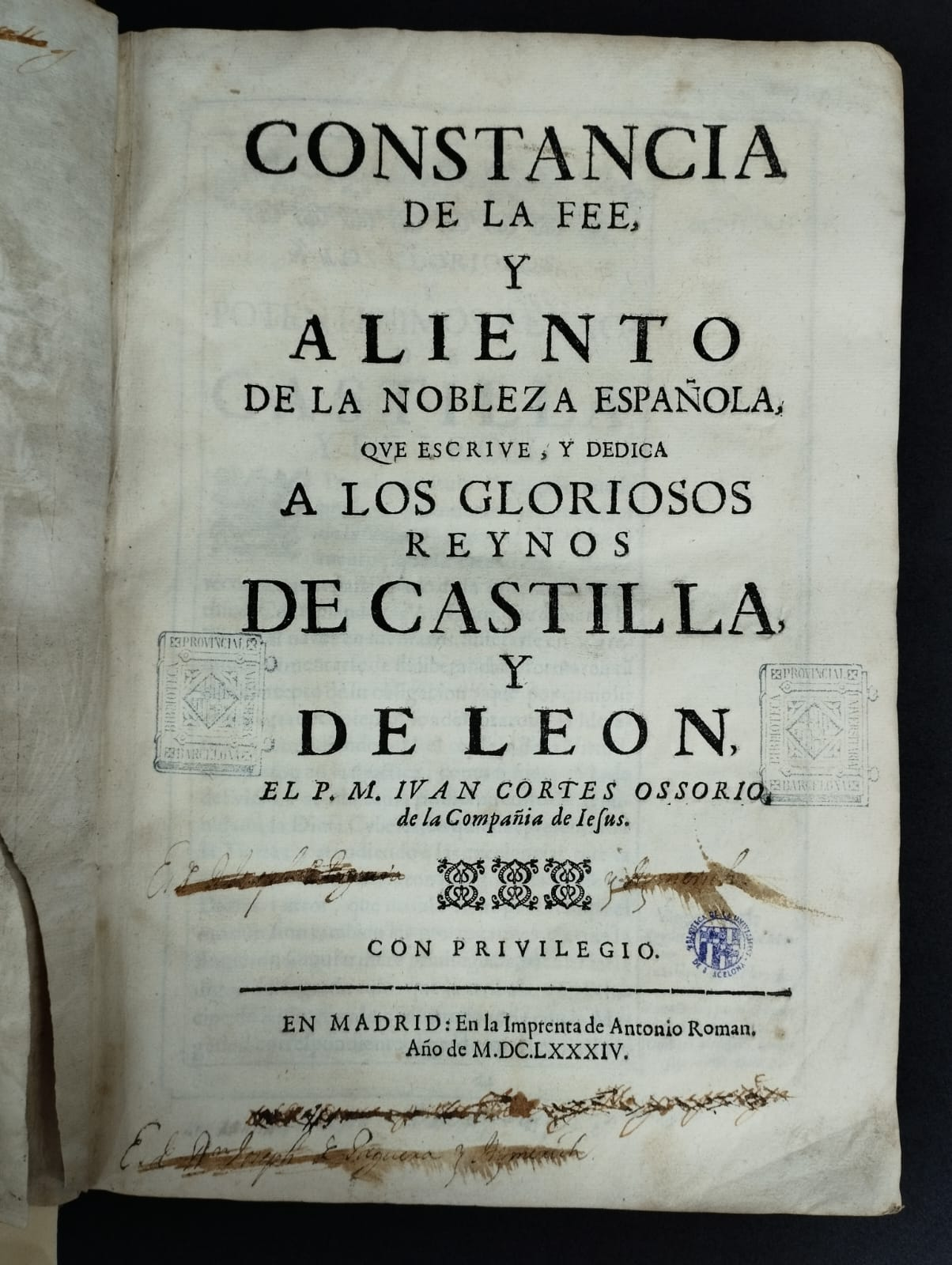
[https://cercabib.ub.edu/permalink/34CSUC_UB/1eiigjf/alma991002458869706708 Cortés Ossorio, Juan. Constancia de la fee y aliento de la nobleza española... En Madrid: en la imprenta de Antonio Roman, 1684

Al CRAI Biblioteca del Fons Antic de la Universitat de Barcelona es conserva un llibre que Francisca va posseir: Constancia de la fee y aliento de la nobleza española qve escribe y dedica a los gloriosos reynos de Castilla y de Leon, d'Ivan Cortés Osorio. S'ha trobat en les primeres pàgines diversos exlibris, on es constata la possessió per Josep Peguera i Aymerich (Barcelona, 1684-1746), el seu nom sent tatxat, i també el nom de Francesca d'Agulló i Çagarriga. Destaquen en aquest sentit més d'un exlibris de la part femenina, però també s'ha de recalcar que subsisteix una posseïdora no ratllada, a diferència del Josep. Això resulta interessant, i a més ens parla de cronologia: segurament en Josep va tenir abans el llibre que la Francisca.
No és clar com va passar el llibre d'un propietari a l'altre. A escala pròxima no es poden assegurar relacions familiars directes entre ambdues famílies, però en analitzar de forma més propera podem veure que les famílies Peguera i Agulló havien tingut enllaços matrimonials: Guillem de Josa i Peguera  es va casar amb Isabel d'Agulló i Pinós, cunyada de Francesca d'Agulló. Es destaca també el comú cognom d'Argensola, que tenien tant el pare de la Francisca d’Agulló (Ramón Sagarriga Argensola) 1 com la mare d'en Josep. Peguera  (Maria Aymerich Argensola). Totes aquestes relacions són importants en el sentit que creen un vincle entre famílies, mitjançant el qual podria haver circulat el llibre.

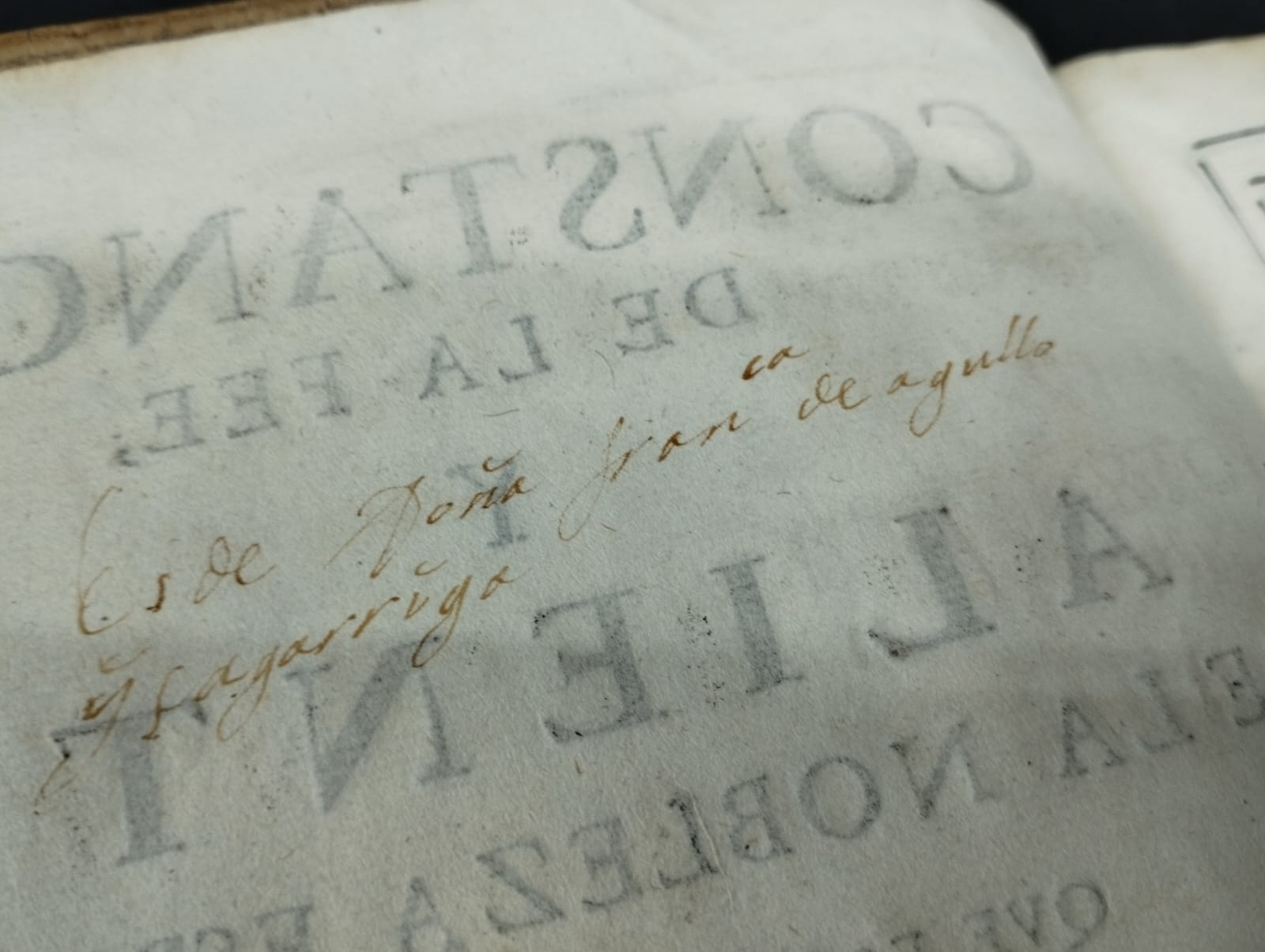
[https://marques.crai.ub.edu/ca/posseidor/agullo-i-sagarriga-francesca-d/alma:981059740301406706_0 Exlibris manuscrit de Francesca d'Agulló i Sagarriga

El llibre fa un repàs històric de la monarquia espanyola per tal de legitimar el poder reial: fou un llibre de caràcter històric i polític. Una còpia tingué cert recorregut a escala internacional: hi ha una còpia a la Universitat de Toronto, altre a la Biblioteca Britànica i altre a la Universitat Complutense de Madrid, i a la Universitat de Barcelona n'hi han quatre còpies més. En aquest sentit, a raó de la seva fama i la seva temàtica, semblaria ser que era un llibre d'estatus social; potser l'interès no provenia tant de la lectura, sinó en posseïr el propi llibre. Tot i això, no deixa de ser interessant que una dona a finals del s. XVII tingués en propietat un llibre sobre temes completament masculinitzats. Podríem parlar d'una certa culturització en aspectes masculins de certes dones, sempre en classes de poder. Seguint aquest fil cultural, es pot destacar que Josep Peguera i d'Aymerich fou germà del conegut partidari austriacista Antoni Peguera i d'Aymerich. A més, en Josep fou un dels sis cavallers joves, "els menins" de l'Acadèmia dels Desconfiats, i per tant aquest fet força paral·lels en la vida de la posseïdora, ja que la còpia que posseïa Francisca podria haver previngut de l'Acadèmia.